# Tancon
Tancon é uma comuna francesa na região administrativa de Borgonha-Franco-Condado, no departamento Saône-et-Loire. Estende-se por uma área de 9,52 km². Em 2010 a comuna tinha 553 habitantes (densidade: 58,1 hab./km²).